# Список альбомов № 1 в США в 2025 году (Billboard)

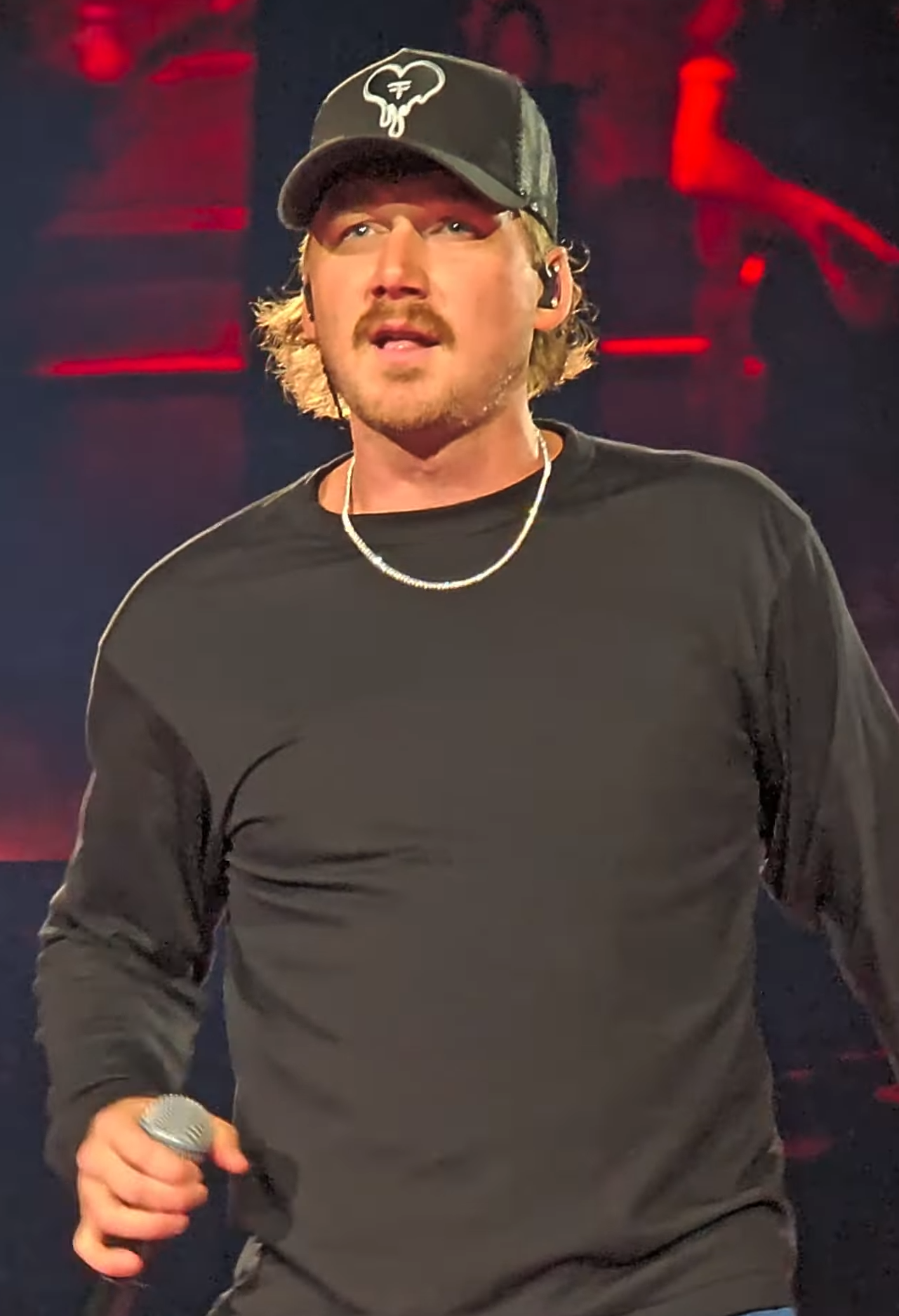
Морган Уоллен с альбомом I’m the Problem лидировал в Billboard 200 более 10 недель и стал первым в истории музыкантом с тремя подряд альбомами, находившимися на первом месте по 10 и более недель

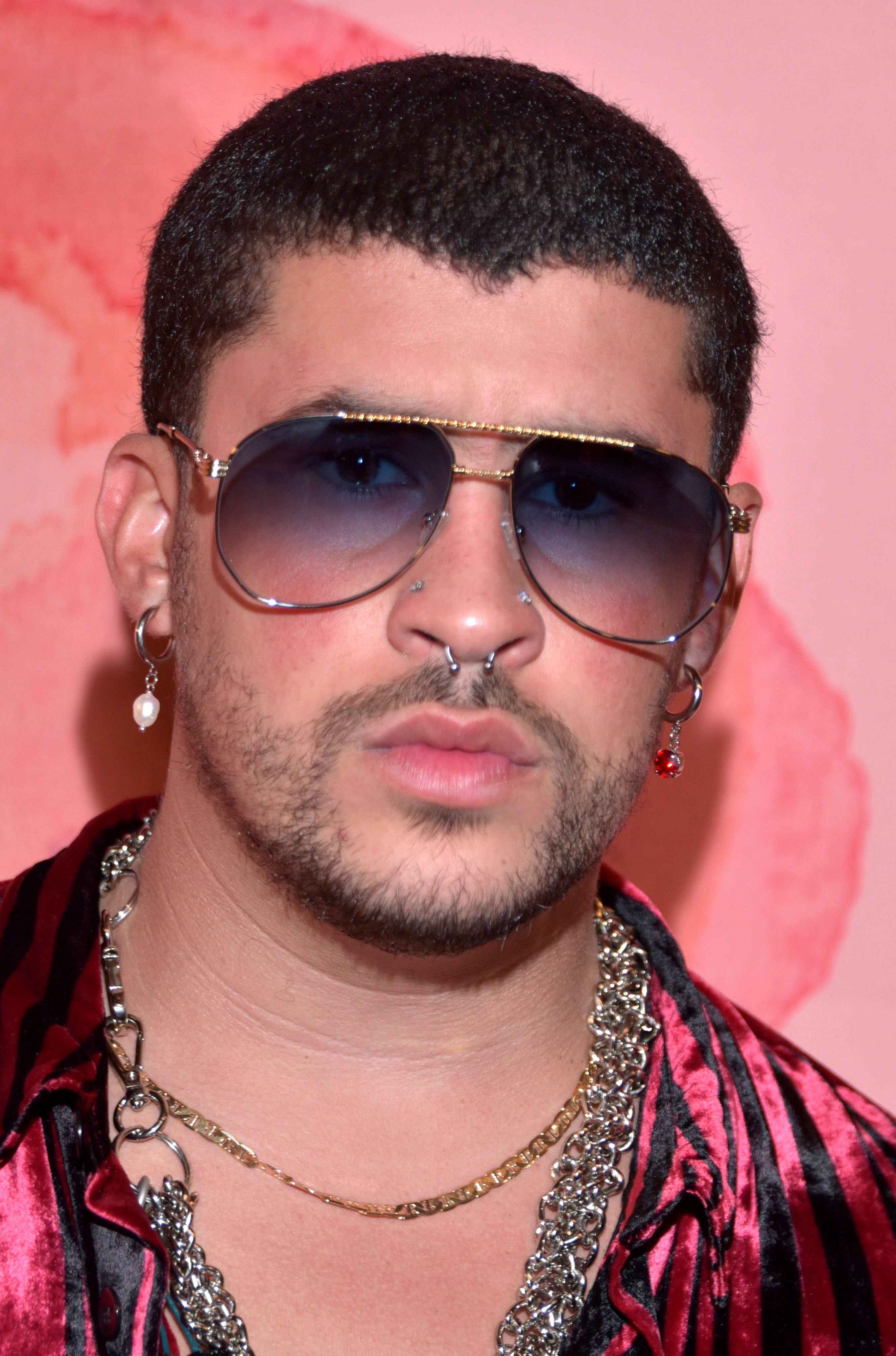
Альбом Debí Tirar Más Fotos музыканта Бэд Банни продержался на вершине чарта 4 недели

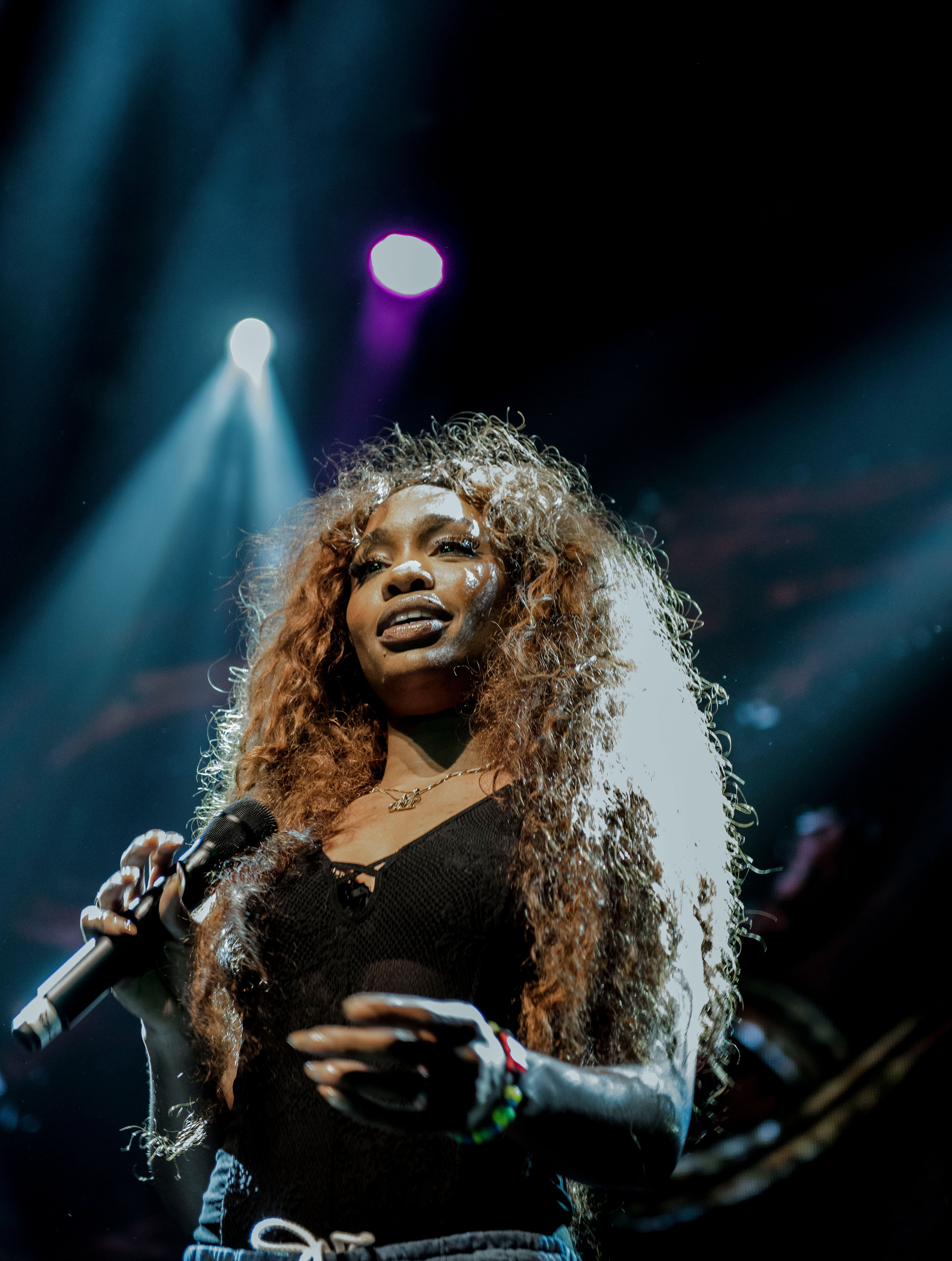
В начале года и в мае альбом SOS певицы SZA вернулся на первое место спустя почти два года после дебюта

Список альбомов № 1 в США в 2025 году (#1 2025 Billboard 200) включает альбомы, возглавлявшие главный хит-парад Северной Америки каждую из 52 недель 2025 года по данным старейшего музыкального журнала США Billboard (данные становятся известны заранее, так как публикуются в сети на неделю вперёд) и службы Luminate.

## История
- 4 января на первое место спустя 22 месяца вернулся альбом SOS певицы SZA, 11-я неделя на вершине чарта и впервые с 4 марта 2023 года. Диск дебютировал на первом месте 24 декабря 2022 года. Он вернулся на вершину во многом благодаря активности, вызванной делюксовым переизданием альбома 20 декабря (SOS Deluxe: LANA), которое добавило в альбом 15 дополнительных песен. Первоначально комплект был выпущен 9 декабря 2022 года и включал 23 композиции. Все версии альбома, старая и новая, объединены для целей отслеживания и составления чартов и продолжают котироваться под названием SOS. Этот 22-месячный перерыв между неделями на первом месте — самый длинный для любого альбома с тех пор, как Billboard 200 начал публиковаться на регулярной, еженедельной основе в марте 1956 года[3][a]. 11 января альбом продолжил лидировать вторую неделю подряд (12-ю в сумме)[4][b]
- 18 января на пером месте дебютировал альбом WHAM американского рэпера Lil Baby, его 4-й чарттоппер после It’s Only Me (2022), The Voice of the Heroes (2021) и My Turn (2020). Новый альбом записан с участием 21 Savage, Фьючера, GloRilla, Rylo Rodriguez, Трэвиса Скотта, Янг Тага и Rod Wave[5].
- 25 января со второго места на первое поднялся альбом Debí Tirar Más Fotos пуэрториканского музыканта Бэд Банни, его 4-й чарттоппер после Nadie Sabe Lo Que Va a Pasar Mañana (2023), Un Verano Sin Ti (2022) и El Último Tour Del Mundo (2020). Поскольку альбом Debí Tirar Más Fotos написан в основном на испанском языке, он стал 28-м неанглоязычным альбомом, попавшим на № 1. В 2024 году список возглавили четыре неанглоязычных альбома, и все они были на корейском языке. Из 28 неанглоязычных альбомов, достигших первого места, 18 — в основном на корейском языке, шесть — в основном (или полностью) испанские, один — в основном итальянский, один — полностью французский и два — смесь испанского, итальянского и французского. С тиражом 203500 альбомных эквивалентов Бэд Банни всего немного опередил дебютировавшее на № 2 переиздание концертного альбома Lover: Live From Paris певицы Тейлор Свифт (записанного в 2019 году в Париже, в 2023 он был № 58 в BB200), чей тираж составил 202500 эквивалентов (только традиционные релизы альбома, без стриминга и цифровых продаж), включая 161000 на виниле (и стал № 1 в Top Album Sales)[6][c].
- 15 февраля на первом месте дебютировал альбом Hurry Up Tomorrow канадского певца The Weeknd, его пятый чарттоппер после After Hours (2020), My Dear Melancholy (2018), Starboy (2016) и Beauty Behind the Madness (2015). Тираж составил 490500 альбомных единиц, включая 359000 чистых продаж альбома (№ 1 в Top Album Sales), 130500 SEA-единиц (равно 171,5 млн on-demand-стримов песен с альбома и № 1 в Top Streaming Albums) и 1000 TEA-единиц. На чистые альбомные продажи пришлось 183000 цифровых копий; 99000 компакт-дисков (CD); 77000 виниловых пластинок и 1000 компакт-кассет[7].
- 22 февраля на первое место вернулся альбом GNX рэпера Кендрика Ламара после его успешного выступления во время перерыва Супербоула (он также достиг № 1 в Top Album Sales). Он уже был на вершине, где дебютировал в декабре 2024 года. Это его 5-й чарттоппер после Mr. Morale & The Big Steppers (2022), DAMN. (2017), Untitled Unmastered (2016) и To Pimp a Butterfly (2015). Ламар стал первым в истории рэпером с тремя альбомами в Топ-10, куда также поднялись его диски DAMN. (29→9) и Good Kid, M.A.A.D City (2012; 27→10). Он и первый живущий мужчина с тремя альбомами в топ-10 после Герба Алперта (24 декабря 1966 года вместе Tijuana Brass; не считая посмертного случая с Принсом в 2016 году, когда у него в топ-10 было сразу 5 альбомов). Последний раз, когда в топ-10 входило не менее трёх альбомов, был у Тейлор Свифт в чарте от 9 декабря 2023 года, когда у неё было пять альбомов в этом регионе[8].
- 8 марта на первом месте дебютировал альбом So Close to What канадской певицы Тейт Макрей, её первый чарттоппер[9].
- 22 марта на первом месте дебютировал альбом Mayhem певицы Леди Гаги, её 7-й чарттоппер. Ранее она лидировала с альбомами: Chromatica (2020), A Star Is Born (саундтреком с Брэдли Купером, 2018), Joanne (2016), Cheek to Cheek (с Тони Беннеттом), ARTPOP (2013) и Born This Way (2011). В общей сложности MAYHEM — 11-й альбом Гаги в топ-10 чартов, начиная с её дебютного проекта The Fame, который достиг № 2 в 2010 году, после того как попал в список в 2008 году[10].
- 12 апреля на первое место вышло делюксовое переиздание альбома Eternal Sunshine певицы Арианы Гранде под названием Eternal Sunshine Deluxe: Brighter Days Ahead одновременно с музыкальным фильмом «Brighter Days Ahead[англ.]». В 2024 альбом уже был на первом месте, став тогда шестым чарттоппером певицы. В переиздание добавлено 6 бонусных треков из фильма[11].
- 10 мая на первом месте дебютировал альбом Skeletá шведской хард-рок-группы Ghost. Это их первый чарттоппер и первый хард-рок альбом, возглавивший Billboard 200 более чем за четыре года, и единственный рок-, хард-рок- или альтернативный альбом, ставший № 1 в 2025 году. Последним хард-рок-альбомом № 1 был альбом AC/DC Power Up, который занял первое место в чарте 28 ноября 2020 года и продержался там одну неделю. Последним рок- или альтернативным альбомом, возглавившим рейтинг, стал альбом Coldplay Moon Music, который дебютировал на первом месте в чарте 19 октября 2024 года (продержавшись на первом месте одну неделю).[12][d]. Лидерство Skeletá — это первый случай, когда шведский исполнитель достиг вершины Billboard 200 впервые после альбома The Sign группы Ace of Base в 1993 году[13][e].
- 17 мая на первое место вернулся альбом Debí Tirar Más Fotos пуэрториканского музыканта Бэд Банни (его 4-й чарттоппер) и одновременно был установлен исторический рекорд чарта за все 69 лет его существования: впервые первые два места в BB200 заняли испаноязычные альбомы. На втором месте дебютировал альбом 111XPANTIA мексикано-латинской группы Fuerza Regida из США, которая два года подряд побеждала в категории «Лучшая группа» (Billboard Music Award for Top Duo/Group, 2023 и 2024)[14].
- 31 мая на первом месте дебютировал альбом I’m the Problem кантри-музыканта Моргана Уоллена, его третий чарттоппер[f]. Тираж составил 493000 альбомных единиц, включая 51000 цифровых загрузок, 48000 виниловых дисков (лучшая неделя на виниле в истории Уоллена и самая большая неделя для кантри-альбома в 2025 году) и 34000 компакт-дисков, а также 357000 стриминговых единиц (или 462,63 млн потоков on-demand и дебют на № 1 в Top Album Sales) и 3000 трековых TEA-единиц[15].
- 2 августа на первом месте дебютировал альбом Don’t Tap the Glass американского рэпера Tyler, the Creator, его 4-й чарттоппер (и 8-й в топ-10) после Chromakopia (2024), Call Me If You Get Lost (2021) и Igor (2019)[16].
- 16 августа на первом месте находился альбом I’m the Problem кантри-музыканта Моргана Уоллена, и это его 10-я неделя лидерства. Благодаря такому результату Уоллен стал первым в истории музыкантом с тремя подряд альбомами, находившимися на первом месте по 10 и более недель (с учётом 19 недель на № 1 альбома One Thing at a Time в 2023—2024 и 10 недель на № 1 альбома Dangerous: The Double Album в 2021)[17][g].
- 23 августа альбом I’m the Problem провёл свою 11-ю неделю на первом месте, а диск SOS певицы SZA установил исторический женский рекорд, проведя свою 100-ю неделю в топ-10 (он ещё в апреле 2025 года опередил прежнего рекордсмена альбом Адели 21, у которого был показатель 84 недели, в 2011-2016 годах)[18][h].

## Список альбомов № 1
| Дата       | Альбом № 1 недели    | Исполнитель             | Ссылки        |
| ---------- | -------------------- | ----------------------- | ------------- |
| 4 января   | SOS                  | SZA                     | [ 3 ] [ 20 ]  |
| 11 января  | SOS                  | SZA                     | [ 4 ] [ 21 ]  |
| 18 января  | WHAM                 | Lil Baby                | [ 5 ] [ 22 ]  |
| 25 января  | Debí Tirar Más Fotos | Бэд Банни               | [ 6 ] [ 23 ]  |
| 1 февраля  | Debí Tirar Más Fotos | Бэд Банни               | [ 24 ] [ 25 ] |
| 8 февраля  | Debí Tirar Más Fotos | Бэд Банни               | [ 26 ] [ 27 ] |
| 15 февраля | Hurry Up Tomorrow    | The Weeknd              | [ 7 ] [ 28 ]  |
| 22 февраля | GNX                  | Кендрик Ламар           | [ 8 ] [ 29 ]  |
| 1 марта    | Some Sexy Songs 4 U  | PartyNextDoor и Дрейк   | [ 30 ] [ 31 ] |
| 8 марта    | So Close to What     | Тейт Макрей             | [ 9 ] [ 32 ]  |
| 15 марта   | GNX                  | Кендрик Ламар           | [ 33 ] [ 34 ] |
| 22 марта   | Mayhem               | Леди Гага               | [ 10 ] [ 35 ] |
| 29 марта   | Music                | Playboi Carti           | [ 36 ] [ 37 ] |
| 5 апреля   | Music                | Playboi Carti           | [ 38 ]        |
| 12 апреля  | Eternal Sunshine     | Ариана Гранде           | [ 11 ] [ 39 ] |
| 19 апреля  | Music                | Playboi Carti           | [ 40 ] [ 41 ] |
| 26 апреля  | More Chaos           | Ken Carson              | [ 42 ] [ 43 ] |
| 3 мая      | SOS                  | SZA                     | [ 44 ] [ 45 ] |
| 10 мая     | Skeletá              | Ghost                   | [ 12 ] [ 46 ] |
| 17 мая     | Debí Tirar Más Fotos | Бэд Банни               | [ 14 ] [ 47 ] |
| 24 мая     | Even in Arcadia      | Sleep Token             | [ 48 ] [ 49 ] |
| 31 мая     | I’m the Problem      | Морган Уоллен           | [ 15 ] [ 50 ] |
| 7 июня     | I’m the Problem      | Морган Уоллен           | [ 51 ] [ 52 ] |
| 14 июня    | I’m the Problem      | Морган Уоллен           | [ 53 ] [ 54 ] |
| 21 июня    | I’m the Problem      | Морган Уоллен           | [ 55 ] [ 56 ] |
| 28 июня    | I’m the Problem      | Морган Уоллен           | [ 57 ] [ 58 ] |
| 5 июля     | I’m the Problem      | Морган Уоллен           | [ 59 ] [ 60 ] |
| 12 июля    | I’m the Problem      | Морган Уоллен           | [ 61 ] [ 62 ] |
| 19 июля    | I’m the Problem      | Морган Уоллен           | [ 63 ] [ 64 ] |
| 26 июля    | JackBoys 2           | JackBoys и Трэвис Скотт | [ 65 ] [ 66 ] |
| 2 августа  | Don't Tap the Glass  | Tyler, the Creator      | [ 16 ] [ 67 ] |
| 9 августа  | I’m the Problem      | Морган Уоллен           | [ 68 ] [ 69 ] |
| 16 августа | I’m the Problem      | Морган Уоллен           | [ 17 ] [ 70 ] |
| 23 августа | I’m the Problem      | Морган Уоллен           | [ 18 ] [ 71 ] |

### Комментарии
1. ↑  Примечательно, что если бы 15 новых песен, вошедших в делюкс-издание альбома LANA, были выпущены как отдельный альбом, то одной только активности треков хватило бы для того, чтобы этот отдельный набор дебютировал на первом месте в списке. (15 новых песен собрали 105 000 единиц в SEA и TEA, тогда как альбом № 2 на этой неделе, бывший лидер Майкла Бубле Christmas, заработал 100 000 единиц в SEA, TEA и традиционных продажах альбома вместе взятых). SOS дебютировал на вершине Billboard 200 24 декабря 2022 года и провёл 10 недель на первом месте в списке до 4 марта 2023 года. С дебюта 24 декабря 2022 года альбом за 107 недель, проведённых в списке, ни разу не покидал еженедельную первую двадцатку чарта[3].
2. ↑  По мере удаления от Рождества (25 декабря) и последней недели отслеживания чарта, охватывающей период с 27 декабря 2024 года по 2 января 2025 года, ни один праздничный альбом не попал в первую сотню 200-«местного» чарта. Неделю назад шесть из топ-10 и 32 из топ-100 были праздничными. В свою очередь, в чарте от 11 января несезонные подборки мчатся вверх по списку - многие даже с недельным снижением своей активности продаж - по мере того, как чарт стряхивает с себя последние крупицы праздничного веселья[4].
3. ↑  Кроме того, Lover: Live From Paris стал 18-м альбомом Свифт, вошедшим в топ-10 чартов, и она сравнялась с Мэрайей Кэри по количеству топ-10 среди женщин за всю историю Billboard 200. Среди женщин больше только у Мадонны (23) и Барбры Стрейзанд (34). Также все 20 альбомов Свифт в чарте Billboard 200, начиная с её дебюта в 2006 году, достигли топ-20)[6]
4. ↑  Под рок-, альтернативными и хард-рок-альбомами понимаются альбомы, которые могут быть включены в чарты Billboard Top Rock Albums, Top Alternative Albums и Top Hard Rock Albums или занимали в них первые места, соответственно[12].
5. ↑  Только пять шведских артистов вошли в десятку лучших Топ-10 в Billboard 200: Abba, Ace of Base, Europe, Авичи и Ghost. Ghost уже делал это трижды: третий альбом Meliora достиг восьмого места, четвертый альбом Prequelle — третьего, а пятый альбом Impera — второго[13].
6. ↑  Ранее Уоллен лидировал в Billboard 200 с альбомами One Thing at a Time (19 недель на № 1 в 2023 году) и Dangerous: The Double Album (10 недель на № 1 в 2021 году). Причём оба сразу дебютировали на первом месте и ни разу не покидали топ-50. Альбом I'm the Problem был официально анонсирован в середине марта, и ему предшествовали восемь песен, вошедших в чарт Billboard Hot 100 за последние 10 месяцев, все из которых достигли первой двадцатки чарта, включая рекордные шесть в топ-10 (самое большое в истории число хитов в топ-10 из одного альбома ещё до его выхода). Среди них — песня № 1 «Love Somebody», дебютировавшая на вершине списка в ноябре 2024 года, и заглавный трек альбома (№ 2 в феврале)[15].
7. ↑  Всего лишь у шести артистов, включая Уоллена, есть как минимум три полноформатных альбома, которые продержались на первом месте не менее 10 недель. Он присоединился к The Beatles и Элвису Пресли (по четыре таких альбома у каждого), Уитни Хьюстон, The Kingston Trio, Тейлор Свифт (по три у каждого)[17].
8. ↑  Среди отдельных исполнителей (исключая саундтреки к многоактным фильмам и записи с участием актёров) только Морган Уоллен и SZA имеют альбомы, продержавшиеся в топ-10 Billboard 200 не менее 100 недель. Уоллен делал это дважды: с Dangerous: The Double Album (165) и One Thing at a Time (121). Альбом с наибольшим количеством недель в топ-10 в целом — это оригинальная запись с участием актёров «Моей прекрасной леди» — 173 недели My Fair Lady в период с 1956 по 1960 год[18][19].